# Susan Archer Weiss
Susan Archer Weiss (14 de fevereiro de 1822 – 7 de abril de 1917) foi uma poeta, escritora e artista dos Estados Unidos. Deficiente auditiva desde criança, ela manteve-se relativamente afastada de círculos sociais, para além de um seleto círculo de amigos. Foi principalmente uma poeta, apesar de também pintar. Em setembro de 1859, uma coletânea de seus poemas foi publicada por Rudd & Carlton, da Cidade de Nova York. Seu nome foi incluído entre as jovens escritoras em American Female Poets, o Woman's Record de Sarah Josepha Hale's e outras obras semelhantes. Weiss foi amiga de Edgar Allan Poe.

## Primeiros anos e educação
Susan Archer Talley nasceu em Hanover County, Virgínia, em 14 de fevereiro de 1822, na fazenda de seu avô paterno. Foi descendente de protestantes franceses, que, para escapar da Noite de São Bartolomeu, fugiram para os Estados Unidos e estabeleceram-se em Virginia. Seu avô serviu na Guerra da Independência Americana. Seu pai estudou direito em Norfolk, na Virgínia. Sua mãe era filha de Captain Archer, de uma das mais antigas e ilustres famílias de Norfolk.</ref>
Weiss passou seus primeiros oito anos na fazenda, depois que a família se mudou para a cidade de Richmond, Virginia. Por conta de problemas de saúde, seu pai renunciou à prática de sua profissão e se aposentou. Em Richmond ela entrou na escola. 
Aos nove anos de idade, ela de repente e completamente perdeu a audição. Isso levou-a a ser removida da escola. Quando ela tinha dez anos, ela desenvolveu um notável talento para o desenho, que seu pai buscou cultivar. Desenhos seus foram publicados em Southern Literary Messenger e suas contribuições atraíram muita atenção.

## Carreira
Os Weiss saírem de Richmond para uma residência suburbana e ela ficou absorta em sua pintura e escrita. Em 1859, teve um volume de seus poemas impressos em uma pequena edição e distribuído entre editores e críticos, por quem foi recebido com lisonjas, mas o início da Guerra Civil, interferindo com o mercado literário, impediu a publicação de uma segunda edição durante esses anos. Durante a guerra, ela foi privada de sua casa, que foi convertida em uma fortificação para a defesa da cidade. Deste modo, ela se tornou, por algum tempo, uma residente entre os dois exércitos opostos.
Durante a guerra, ela se casou com Colonel Weiss, do Exército da União, com quem ela, por alguns anos, residiu na Cidade de Nova York. O casamento foi infeliz, e ela foi obrigada ao divórcio e a exigir a guarda da sua única filha. Como ela se recusou a aceitar pensão de alimentos, e que tinha sido por causa da guerra privado de quase todos os seus bens, ela decidiu sustentar a si e a criança com seus escritos. Ela contribuiu para jornais de Nova York.

## Vida pessoal
Weiss morreu em 7 de abril de 1917.

## Trabalhos selecionados
- The home life of Poe
- Poems
- The battle of Manassas
- Con Elgin
- Eld
- Lady Claire
- Past and Present
- The Soul's Creed
- Airley
- The Sibyl

### Atribuição
- Este artigo incorpora texto de uma publicação, atualmente no domínio público: Forrest, Mary (1861). Women of the South Distinguished in Literature Public domain ed. [S.l.]: Ardent Media. ISBN 978-0-512-00783-4
- Este artigo incorpora texto de uma publicação, atualmente no domínio público: Griswold, Rufus Wilmot (1852). The Female Poets of America Public domain ed. [S.l.]: H.C. Baird
- Este artigo incorpora texto de uma publicação, atualmente no domínio público: Poe, Edgar Allan (1902). The Complete Works of Edgar Allan Poe Public domain ed. [S.l.]: T. Y. Crowell
- Este artigo incorpora texto de uma publicação, atualmente no domínio público: Willard, Frances Elizabeth; Livermore, Mary Ashton Rice (1893). A Woman of the Century: Fourteen Hundred-seventy Biographical Sketches Accompanied by Portraits of Leading American Women in All Walks of Life Public domain ed. [S.l.]: Moulton